# Ølbrik
En ølbrik er som regel et rundt stykke pap, som man stiller sin øl på, for at skåne bordet, men findes også i andre materialer og andre former. Den bruges primært på værtshuse. Ølbrikken kan også bruges til at lege med, hvis man keder sig.
Ølbrikken er ofte dekoreret med enten en reklame for et bryggeri eller for det værtshus, hvorpå den befinder sig.

## Tegestologi
En tegestolog er en der samler på ølbrikker (og andre til øl relaterede ting). Begrebet stammer fra det latinske ord teges der betyder måtte, her i betydningen ølmåtte.